# Elaeocarpus mandiae
Elaeocarpus mandiae är en tvåhjärtbladig växtart som beskrevs av Mark James Coode. Elaeocarpus mandiae ingår i släktet Elaeocarpus och familjen Elaeocarpaceae. Inga underarter finns listade i Catalogue of Life.